# Шошони (Ајдахо)
Шошони (енгл. Shoshone) град је у америчкој савезној држави Ајдахо.

## Демографија
По попису из 2010. године број становника је 1.461, што је 63 (4,5%) становника више него 2000. године.
| Група             | 2000.         | 2010.       |
| Белци             | 1.202 (86,0%) | 997 (68,2%) |
| Афроамериканци    | 1 (0,1%)      | 2 (0,1%)    |
| Азијати           | 11 (0,8%)     | 10 (0,7%)   |
| Хиспаноамериканци | 158 (11,3%)   | 429 (29,4%) |
| Укупно            | 1.398         | 1.461       |